# Arenas Gordas
Arenas Gordas é um território costeiro espanhol situado na província de Huelva, na comunidade autônoma de Andaluzia. É uma faixa litorânea que vai de Huelva a Almonte, a partir de um vilarejo denominado Chozas de la Morla (estando entre a Punta del Picacho e a Torre del Oro) e terminando na ponta Malandar, à margem direita do estuário de Guadalquivir, próximo à reserva de pesca na foz do rio Guadalquivir e em frente à praia de Sanlúcar de Barrameda. Arenas Gordas é uma extensa sucessão de praias e cadeias de dunas. A maior parte dessa área está integrada ao espaço natural de Doñana, embora no meio deste tenha sido construída, na segunda metade do século XX, a urbanização turística
de Matalascañas. Suas praias são as de Arenosillo, Mata del Difunto, Matalascañas, Castilla, Inglesito e Malandar, destacando entre suas dunas o Cerro del Trigo e o Cerro de los Ánsares. Ao longo da costa existem várias torres de vigia construídas durante o reinado de Felipe II, que são a Torre del Asperillo, del Oro, de la Higuera, de la Carbonera e Zalabar. Há evidências de inúmeros naufrágios em sua costa.